# Ha-104
Ha-104 — підводний човен Імперського флоту Японії, який брав участь у Другій світовій війні.
Човен належав до транспортного типу Ha-101, виникнення якого пов'язане зі складною логістичною ситуацією та необхідністю постачання численних заблокованих гарнізонів.
Корабель заклали на корабельні компанії Kawasaki в Танагаві (околиця Осаки), а після спуску провели добудову на корабельні Kawasaki в Кобе. По завершенні На-104 включили до 7-ї ескадри підводних човнів, а після її розформування в березні 1945-го — до 16-ї дивізії підводних човнів.
З 10 травня по 1 червня 1945-го човен здійснив свій перший транспортний рейс з Йокосуки до острова Мінаміторісіма (Маркус). 2 червня На-104 вийшов у другий такий рейс і в липні зміг доправити вантаж до Мінаміторісіми та повернутись на базу.
У вересні 1945-го з капітуляцією Японії корабель потрапив під контроль союзників, а в жовтні був затоплений поблизу Сімідзу (східне узбережжя Хонсю).